# Листоніс
Листоніс (Phyllostomus) — центральний (типовий) рід родини листконосові (Phyllostomidae), ссавці ряду лиликоподібні (Vespertilioniformes, seu Chiroptera). Етимологія: з давньогрецької φύλλον — «лист», στόμα — «рот». Назва листоніс вживана в українській науковій літературі [Маркевич, 1983]. Представники роду мешкають у Південній та Центральній Америці.

## Морфологія
P. hastatus — один з найбільших американських кажанів, його голова і тіло довжиною 100—130 мм, передпліччя довжиною 83—97 мм, розмах крил ~457 мм, вага 50—142 грамів. Найменший вид, P. discolor має довжину голови й тіла ≈ 75 мм, його передпліччя довжиною 55—65 мм, вага 20—40 грамів. Хвіст роду в межах 10—25 мм. Забарвлення темно-коричневе чи чорнувато-коричневе, сірувате, червонувато-коричневе чи каштаново-коричневе зверху й дещо блідіше знизу. Тіло кремезне, вуха широко розділені, череп важкий. Горлова залоза добре розвинена в самців, рудиментна в самиць.

## Екологія
Може мешкати як біля струмків та інших вологих місць, так і в сухих областях. Приблизно половина зразків була зловлена в лісах, інша ж половина на відкритих просторах. Сідала лаштує в печерах, дренажних трубах, порожнинах дерев, будівлях.

## Поведінка, відтворення
Це стадні, всеїдні тварини. Спаровування відбувається з жовтня по лютий, народження дітей у квітні й травні. Новонароджені вагою 13 грамів, носяться матір'ю кілька днів, потім залишаються в сідалі, поки мати харчується. Молодь відділяється через кілька місяців.